# Х-22

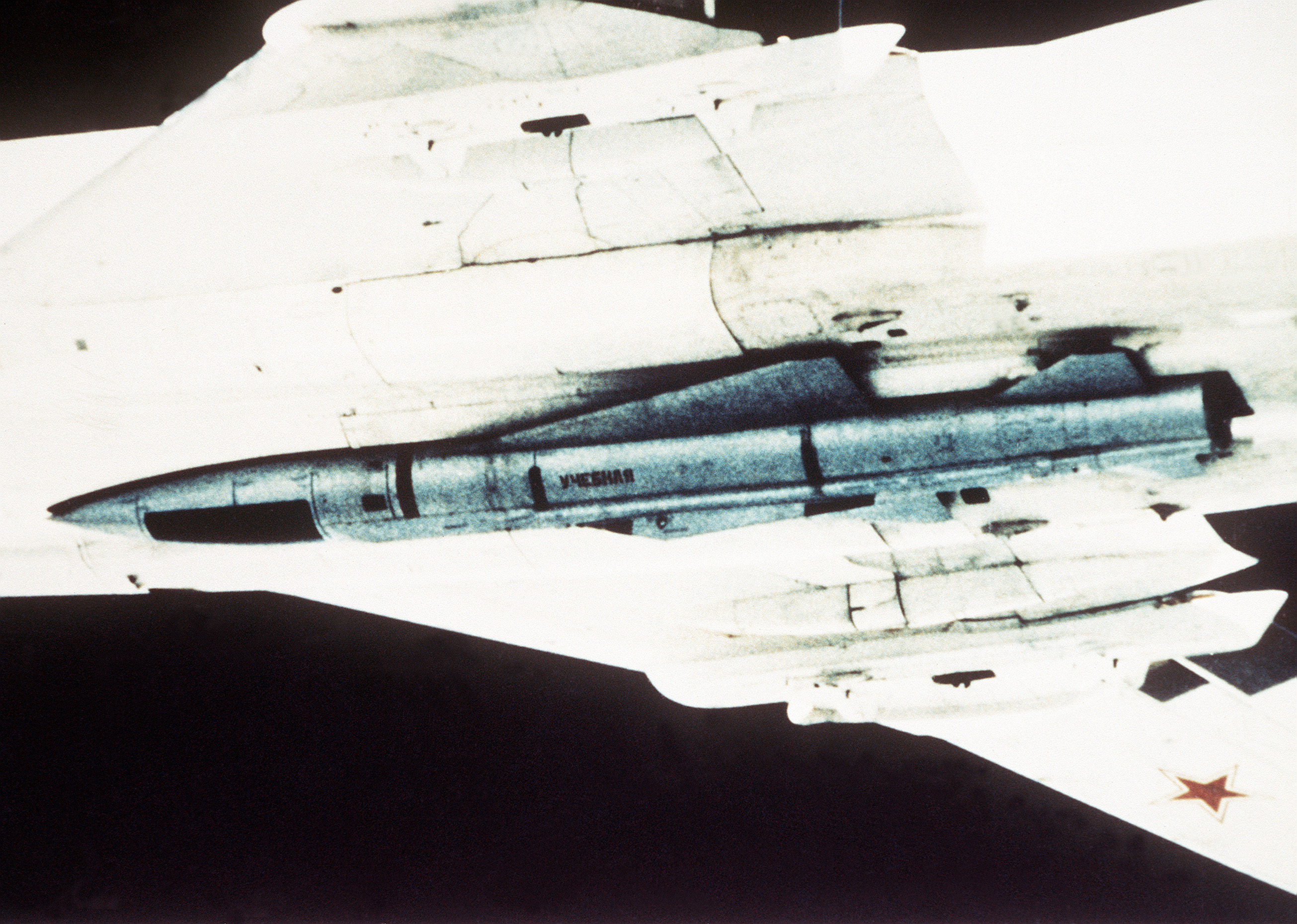
Учебная ракета Х-22НА (ПСИ) на фюзеляжном держателе БД-45Ф самолёта Ту-22М

Х-22 «Буря» (изделие Д-2, по классификации НАТО — AS-4 Kitchen — «Кухня») — советская/российская сверхзвуковая крылатая противокорабельная ракета воздушного базирования большой дальности. Входит в состав авиационного ракетного комплекса К-22.
Предназначалась для поражения радиолокационно-контрастных точечных (авианосцы) и площадных целей (авианосных ударных групп) с помощью специальной (ядерной) или фугасно-кумулятивной боеголовки.
Ракета Х-22 длительное время находилась в производстве и имеет множество модификаций.

## История создания
Создание авиационного ракетного комплекса К-22 на базе сверхзвукового бомбардировщика Ту-22 (ОКБ-156) со сверхзвуковой крылатой ракетой большой дальности Х-22 «Буря» было начато в соответствии с Постановлением Совета министров СССР № 426—201 от 17 июня 1958 года.

### Разработка
Разработка комплекса была поручена дубненскому филиалу ОКБ-155 (с 1966 года — МКБ «Радуга», главный конструктор А. Я. Березняк). КБ-1 ГКРЭ (сейчас ГСКБ «Алмаз-Антей») разрабатывало систему наведения К-22У для ракеты Х-22 в трёх вариантах — с автономным инерциальным исчислителем пути ПСИ, с активной и пассивной радиолокационными ГСН.
Новая ракета являлась развитием проектов систем К-10П и К-14, но представляла собой качественный шаг вперёд. Использование в качестве маршевой двигательной установки ЖРД позволило достигнуть высоких скоростей полёта, вплоть до M=3,5 на высоте 22,5 км (то есть до скорости, в 3,5 раза превышающей скорость звука на данной высоте), гарантировавших преодоление любой существовавшей в то время системы ПВО.
Новая система получила индекс Д-2. Первые опытные образцы ракет были изготовлены в 1962 году заводом № 256 ГКАТ в Дубне (с 1966 года — Дубненский машиностроительный завод). Тогда же началась отработка аппаратуры ГСН ракеты с борта специально переоборудованного Ту-16К-22.

### Испытания

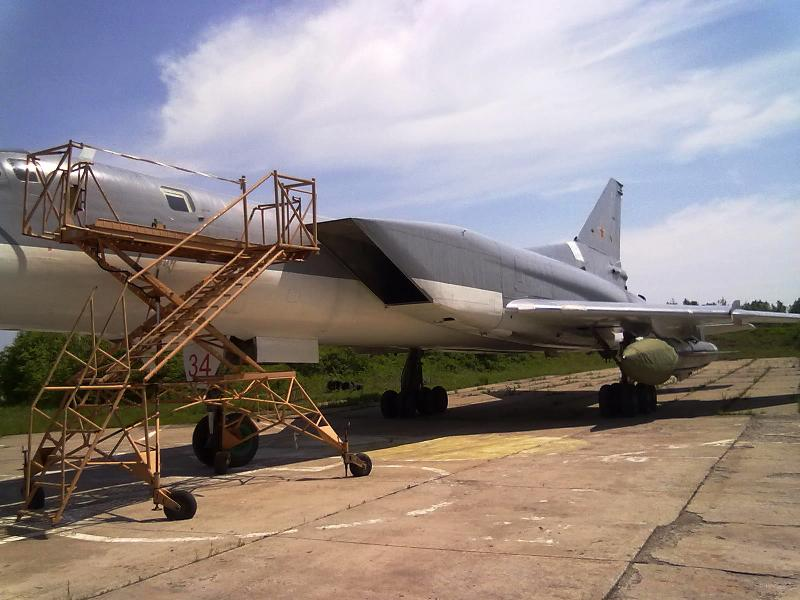
Ту-22М3 с подвешенной боевой крылатой ракетой Х-22, в рамках учений «Восток-2010». Ракета заправлена компонентами топлива

Первоначально был переделан из бомбардировщика в ракетоносец самолёт Ту-22 № 50500051 (в 1961 году). Параллельно ракету испытывали на Ту-16К-22. К концу 1961 года был готов второй ракетоносец Ту-22К. Испытания проводились на базе ГНИКИ ВВС в Ахтубинске силами 2-го ГУ ГОСНИИ-6 ракетного вооружения. Первый пуск ракеты Х-22ПГ в штатном режиме состоялся 2 ноября 1963 года. Из-за частых отказов аппаратуры испытания ракеты затянулись на несколько лет. В 1965 году в ВВС имелось 105 самолётов Ту-22 разных модификаций и ни одного ракетоносца. По фактам неудовлетворительного хода работ было принято несколько постановлений СМ СССР, приказов по МАП и множество других решений — перспективную ракету стремились получить любой ценой.
С третьего квартала 1965 года Казанский авиазавод начал выпуск ракетоносцев Ту-22К (№ 3504), построив до 1969 года 76 машин. При этом на вооружение Ту-22К был принят только в декабре 1968 года с условием доводки комплекса. И только 9 февраля 1971 года Постановлением СМ СССР комплекс К-22 официально принят на вооружение.

## Конструкция
Фюзеляж ракеты круглого сечения, технологически разделён на 4 отсека которые соединены фланцевыми соединениями. В конструкции широко используется нержавеющая сталь и титан. В носовой части ракеты установлен радиопрозрачный обтекатель с антенным блоком и приводом антенны. Изготовление обтекателей было очень сложным — по ним в ВИАМ было защищено 7 кандидатских и докторских диссертаций. В первом отсеке установлены блоки аппаратуры наведения с контрольным разъёмом, спиртовая система охлаждения блоков аппаратуры наведения и спецБЧ, боевая часть с системой взведения и предохранения. Далее находятся бак-отсек окислителя на 3049 кг и бак-отсек горючего на 1015 кг. В четвёртом отсеке находятся блоки автопилота АПК-22/АПК-22А, программно-исполнительный механизм, электрооборудование, ампульная аккумуляторная батарея, баллоны с воздухом и азотом и агрегаты наддува баков, гидроприводы рулей, ЖРД, заправочные горловины топлива и окислителя.
Размеры ракеты: длина — 11,6 м; диаметр — 0,94 м. Стартовая масса ракеты — до 5780 кг. Оперение: переднее — треугольное крыло со стреловидностью по передней кромке 75,5°; заднее оперение — крестообразное, со складным подкилевым гребнем и складной верхней частью киля. Силовая установка — двухрежимный ЖРД Р201-300. Горючее — «Самин» ТГ-02, в качестве окислителя применяется 27 % раствор (меланж) тетраоксида азота в концентрированной азотной кислоте, с ингибитором коррозии, под названием АК-27И. Боевая часть массой 960 кг — фугасно-кумулятивная проникающая, с 630 кг взрывчатого вещества ТГАГ-5 (смесь тротила, гексогена и алюминия), с контактным взрывателем, или моноблочная ядерная с тротиловым эквивалентом от 350 килотонн до 1 мегатонны, со взрывательным устройством, инициировавшим контактный подрыв или воздушный, на заданной дальности от цели. Х-22ПСИ комплектовалась исключительно спецзарядом, а для Х-22П была разработана облегчённая БЧ с 1200 поражающими элементами. При срабатывании фугасно-кумулятивного заряда ракеты в борту корабля-цели образовывалась зона разрушений площадью 22 м² и глубиной до 12 м, причём кумулятивная струя направлена вниз (под углом к оси ракеты).
Система наведения ракеты: комбинированная система самонаведения «ПГ», сочетающая программное управление от автопилота и радиолокационное — от головки «ПГЫ», для ударов по радиоконтрастным точечным целям. «ПМГ» — модифицированная ГСН с активным радиолокационным координатором цели и двухрежимным автопилотом, с верхней 22,5 км и нижней 11,5 км траекторией полёта. Высота траектории определялась высотой пуска ракеты, при пуске до 6 км — нижняя, при пуске выше 6 км — верхняя.
Пассивная пеленгационная ГСН «ПСН» с наведением на излучение импульсных РЛС (или пассивная цифровая координатная ГСН «ПСИ» для ударов по площадной цели). Типовая программа траектории полёта ракеты с радиолокационной системой наведения: после отцепки с носителя просадка вниз, запуск двигателя и разгон с набором высоты 18 500 — 22 500 метров (по мере выработки топлива высота полёта увеличивается), затем пикирование на цель при угловом рассогласовании 30°.
Круговое вероятное отклонение (КВО) ракеты с пассивной системой наведения при стрельбе по площадям составляет до 5 км.

## Модификации
- Х-22ПГ, базовый вариант оснащённый активной радиолокационной головкой самонаведения (типа ПГ), обеспечивающей захват цели ещё на подвеске носителя перед пуском и предназначенный для поражения точечных целей (например, отдельных кораблей). Данная модификация могла комплектоваться как фугасно-кумулятивной БЧ «М» массой 960 кг (630 кг ВВ тип ТГАГ-5), так и термоядерной БЧ «Н» 350—1000 кт. Принята на вооружение в 1968 году. Применялась на Ту-22К, Ту-22КД, Ту-22КП, Ту-22КДП.

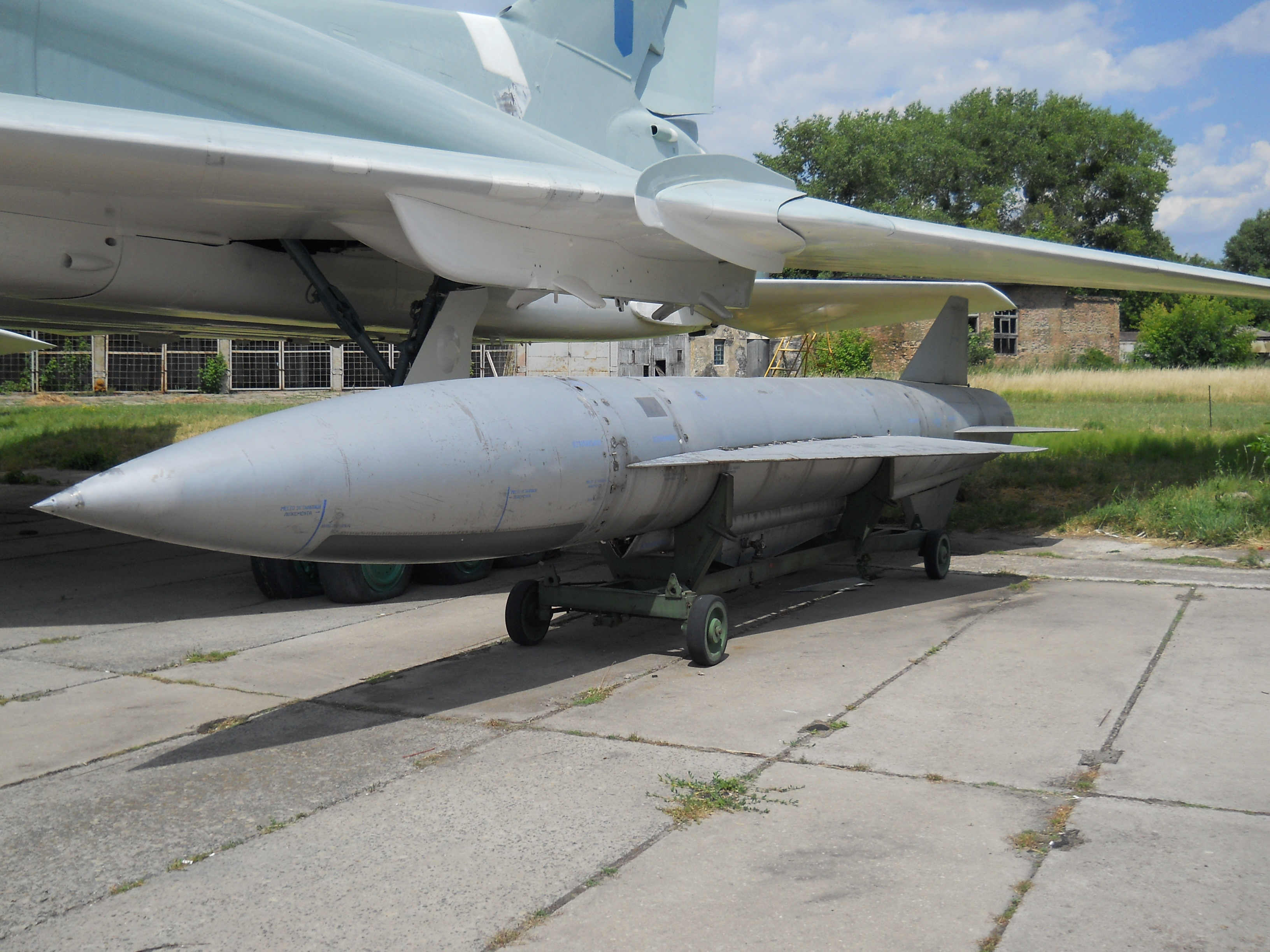
Х-22НА в Государственном музее авиации в Киеве

- Х-22Н, активная радиолокационная головка самонаведения (типа ПМГ)[4]
- Х-22ПСИ, инерциальное наведение, для поражения целей с заданными координатами, комплектовалась специальной БЧ мощностью 200 кт. Подрыв как в воздухе, так и при встрече с преградой. Принята на вооружение в 1971 году[4].
- Х-22МА, принята на вооружение в 1974 году, скорость полёта увеличена до 4000 км/ч.
- Х-22МП, принята на вооружение в 1974 году, имеет пассивную систему наведения, скорость полёта увеличена до 4000 км/ч.
- Х-22П, принята на вооружение в 1976 году, имеет пассивную систему самонаведения (наводится по излучению радиотехнических средств противника). В этом варианте устанавливалась БЧ с обычным зарядом несколько уменьшенной мощности, либо ядерная БЧ[4].
- Х-22М, принята на вооружение в 1976 году, скорость увеличена до 4000 км/ч.
- Х-22НА, принята на вооружение в 1976 году, система управления инерциальная с коррекцией по рельефу местности[4][5].
- Х-22НП, противорадиолокационная РГСН[4].
- Х-22Б, экспериментальная аэробаллистическая ракета, скорость до 6 М, максимальная высота полёта до 70 км[4]. В 1970-х годах проходила испытания, на вооружение Х-22Б принята не была из-за нерешённых технических проблем.
- Х-32 — глубокая модернизация ракеты Х-22 по системе наведения и двигателю, облегчённая спецБЧ. Работы по ракете начались в середине 1980-х годов и несколько раз прерывались. Первые испытания были выполнены в 1998 году. Принята на вооружение в 2016 году.
- Радуга-Д2 — гиперзвуковая летающая лаборатория гражданского назначения на базе боевой ракеты. Работы совместно с немецкой фирмой HBSystem по изучению гиперзвуковых режимов полёта. Ракета может нести до 700—800 кг целевой нагрузки в виде различного оборудования. Силовая установка состоит из ракетного ускорителя (от боевой ракеты) и гиперзвукового воздушно-прямоточного двигателя. Старт ракеты выполняется со штатного носителя — самолёта Ту-22М3. Максимальная высота полёта ракеты составляет 25—35 км со скоростью 6,5 М.

## Тактико-технические характеристики
Высота полёта: 11,5—12,5 км и 22,5—25 км
Длина: 11,65—11,67 м
Диаметр: 0,9—0,92 м
Высота ракеты: 1,81 м (со сложенным килем)
Размах крыла: 2,99—3,0 (3,35) м
Стартовая масса: 5635—5780 кг
Скорость полёта: M = 3,5—4,6 (от 5 Махов — гиперзвуковой класс)
Дальность стрельбы: 140—300 (460—600) км
Высота применения: 10 (11—12) км
Система наведения: АРЛГСН или ПРЛГСН или инерциальная ПСИ
Боевая часть:
- термоядерная 350 кт — 1 Мт
- фугасно-кумулятивная 9А-22. Масса БЧ — 960 кг. С отсеком 1000 кг масса ВВ-630 кг тип ВВ ТГАГ-5. Кумулятивная струя направлена вниз на 45°

Двигатель: ЖРД С5.44 (Р201-300)
- Тяга: до 13,4 кН

Запас топлива: 3000 кг
Топливо: ТГ-02
Окислитель: АК-27И
Тип ПУ: БД-294 (Ту-22, в грузоотсеке), БД-45К (крыльевой, Ту-22М, Ту-95К-22), БД-45Ф (в грузоотсеке Ту-22М), БД-206 (Ту-95К-22, в грузоотсеке)

## Применение
Ракетами Х-22 разных модификаций вооружались самолёты Ту-16К-22, Ту-22К, Ту-22М2/3, Ту-95К-22.
Единственный в стране 444-й бомбардировочный авиационный полк из гарнизона Воздвиженка был вооружён серийными Ту-16К-22, с 1968 года по 1991 год. На самолёты можно было подвесить по две ракеты Х-22 на внешней подвеске. Задачей полка была борьба с АУГ в акватории Тихого океана.
В 1965—68 годах самолёты Ту-22К находились на вооружении трёх полков 15-й гв. Гомельской тяжелобомбардировочной авиадивизии: 341-й ТБАП (Озёрное), 121-й гв. ТБАП (Мачулищи) и 203-й гв ТБАП (Барановичи). Первый практический пуск ракеты выполнен экипажем 203-го ТБАП в 1968 году. Цели для полков дивизии находились в Северо-Западной и Центральной Европе. Также отрабатывались атаки корабельных группировок в различных боевых порядках, в том числе и на предельно малых высотах.
Применение ракетоносцев Ту-22К, оснащённых ракетами Х-22, по целям типа АУГ планировалось выполнять группами самолётов составом вплоть до авиадивизии (до 80 машин) по различным схемам — от фронтального удара с одного направления до разведения носителей на три группы с выстраиванием их в две волны (по дальности) и применением в авангарде уже запущенных ракет самолётов постановщиков помех.
Распределение целей в ордере между ракетами осуществлялось операторами самолётов-ракетоносцев по согласованию с ведущим самолётом. Пуск производился группой после согласования взятия целей группой на сопровождение. Задача дивизии считалась выполненной при поражении авианосца (выводе из строя на длительное время или потоплении).
Машины типа Ту-22 сняты с вооружения в 1992 году.
Самолёты Ту-22М в 1973 году поступили в 33-й Центр боевого применения и переучивания лётного состава авиации ВМФ в г. Николаеве (Кульбакино). В 1974 году началось перевооружение на Ту-22М2 943-го морского ракетоносного полка ЧФ (Октябрьское, Крым). Затем в 1976 году вооружился 240-й МРАП из Быхова. Далее — 5-й МРАП (Весёлое, ЧФ), 924-й МРАП (Оленегорск, СФ), 574-й МРАП (Лахта, СФ), 568-й и 570-й МРАПы (Каменный ручей, ТОФ).
В части Дальней Авиации новые самолёты поступили несколько позже. Первым получил партию из пяти Ту-22М2 полтавский 185-й гв. ТБАП в 1974 году.
Ту-22М3 продолжают эксплуатироваться в Дальней авиации РФ (по состоянию на 2018 год).
Самолёты Ту-95К-22 переоборудовались из Ту-95КМ (носители КР Х-20). Процесс оказался сложным и трудоёмким, поэтому на вооружение Ту-95К-22 были приняты в 1987 году. На вооружении эти машины находились в двух полках ДА — 1006-й ТБАП в Узине и 1226-й ТБАБ в Семипалатинске. Целями этих полков были АУГ в Средиземном море и Индийском океане. Относительно свежие ракетоносцы Ту-95К и особенно Ту-95К-22 перебросили на Дальний восток, где в Амурской области (Украинка) была сформирована 73-я гв. ТБАД, с составе двух полков — 40-го гв. ТБАП и 79-го гв. ТБАП. Целями самолётов дивизии были авианосные ударные группы (АУГ) в Тихом океане. Сейчас Ту-95К-22 не эксплуатируются.
Разработан и серийно выпускался имитатор ракеты Х-22 — «И-098», который содержит оборудование ракеты и позволяет тренировать лётные экипажи (т. н. тактические пуски). Имитатор можно подвешивать и возить как на боевых Ту-22М, так и на учебном самолёте Ту-134УБК. Впрочем, из-за нехватки имитаторов в реальности в полках практиковалось использование боевых ракет со снятым нижнем килем (при случайном срабатывании механизма раскрытия киля ракету придётся сбросить, так как посадка с выпущенным килем подфюзеляжной ракеты запрещена). Для этого выбирали несколько экземпляров ракет и использовали на постоянной основе для учебных целей, наносили на борту красную надпись «учебная». Эти ракеты для реальных пусков не использовали.

## Оценки
Ракета имеет инерциальную навигационную систему на основе гироскопа и примитивного радара, который известен своей низкой точностью: только около половины выстрелов попадает в пределах 600 метров от точки нацеливания. Х-22 известна своей неточностью и при использовании против наземных целей, так как её радиолокационная система наведения плохо различает цели в городской местности.
X-22 предназначалась для уничтожения авианосцев и авианосных групп с использованием ядерной боеголовки, при использовании же ракеты с обычной фугасной боеголовкой она неточна, при этом сочетание большой мощности и низкой точности приводит к значительному сопутствующему ущербу при применении X-22.
Х-22 имеет большую дальность полёта и высокую скорость, что усложняет перехват, а также мощную боеголовку. Но низкая точность предполагает, что для достижения поставленной цели требуется запуск нескольких ракет.
В техническом плане подготовка ракеты к применению трудоёмка и чрезвычайно опасна из-за использования высокотоксичных компонентов ракетного топлива. Экипировка техников-ракетчиков включает защитный спецкостюм из толстой резины и изолирующий противогаз. При выполнении заправки принимаются серьёзные меры предосторожности — в режиме готовности находится аварийная команда и дежурные медики.

## Боевое применение

### Вторжение России на Украину (2022)

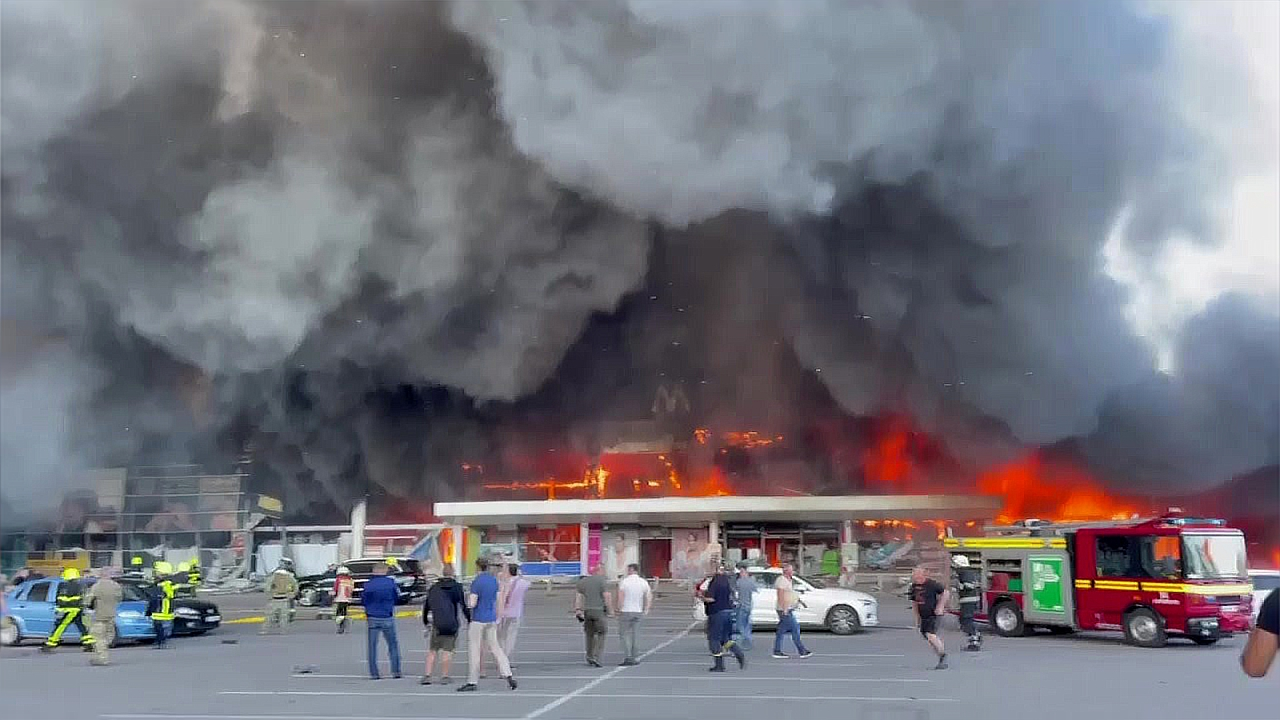
Последствие удара в Кременчуге

Из-за нехватки современных ракет, с июня 2022 года, Россия начала использовать устаревшие ракеты Х-22 в ходе вторжения России на Украину. В начале 2023 года Украина сообщала, что сбить ракеты такого типа украинские средства ПВО пока (до получения MIM-104 Patriot) не могут.
- 27 июня 2022 года ракета X-22 попала по торговому центру «Амстор» в Кременчуге[24][25][11], погибло не менее 20 человек и были ранены не менее 56[26][27]. Вторая ракета взорвалась в 450 метрах восточнее; намеченной целью удара мог быть завод дорожного машиностроения «Кредмаш»[10][19]. Ночью 1 июля 2022 года Россия запустила три ракеты в пгт Сергеевка (Одесская область): одна из них попала в жилой дом, ещё две — в базу отдыха. В результате погиб 21 человек (в том числе один ребёнок) и пострадало 38[28].

- 9 мая 2022 года семью ракетами Х-22 было обстреляно село Фонтанка под Одессой, несколько ракет поразили торговый центр «Ривьера», уничтожив при этом несколько магазинов, складов и близлежащих домов, погиб один и было ранено пять человек[10].

- Как минимум, один удар Х-22 был преднамеренно нанесён по гражданскому объекту в целях запугивания населения: удар по Дому Культуры в городе Лозовая Харьковской области 20 мая 2022 года[10].

- 14 января 2023 года российская Х-22 попала по многоэтажному жилому дому в Днепре[8][29]. В здании проживало около 1700 человек. Были полностью разрушены два подъезда, на 19 января погибло 46 человек[30], включая двоих детей, ранены более 80 человек, а 11 пропало без вести[31][32].

## Эксплуатанты

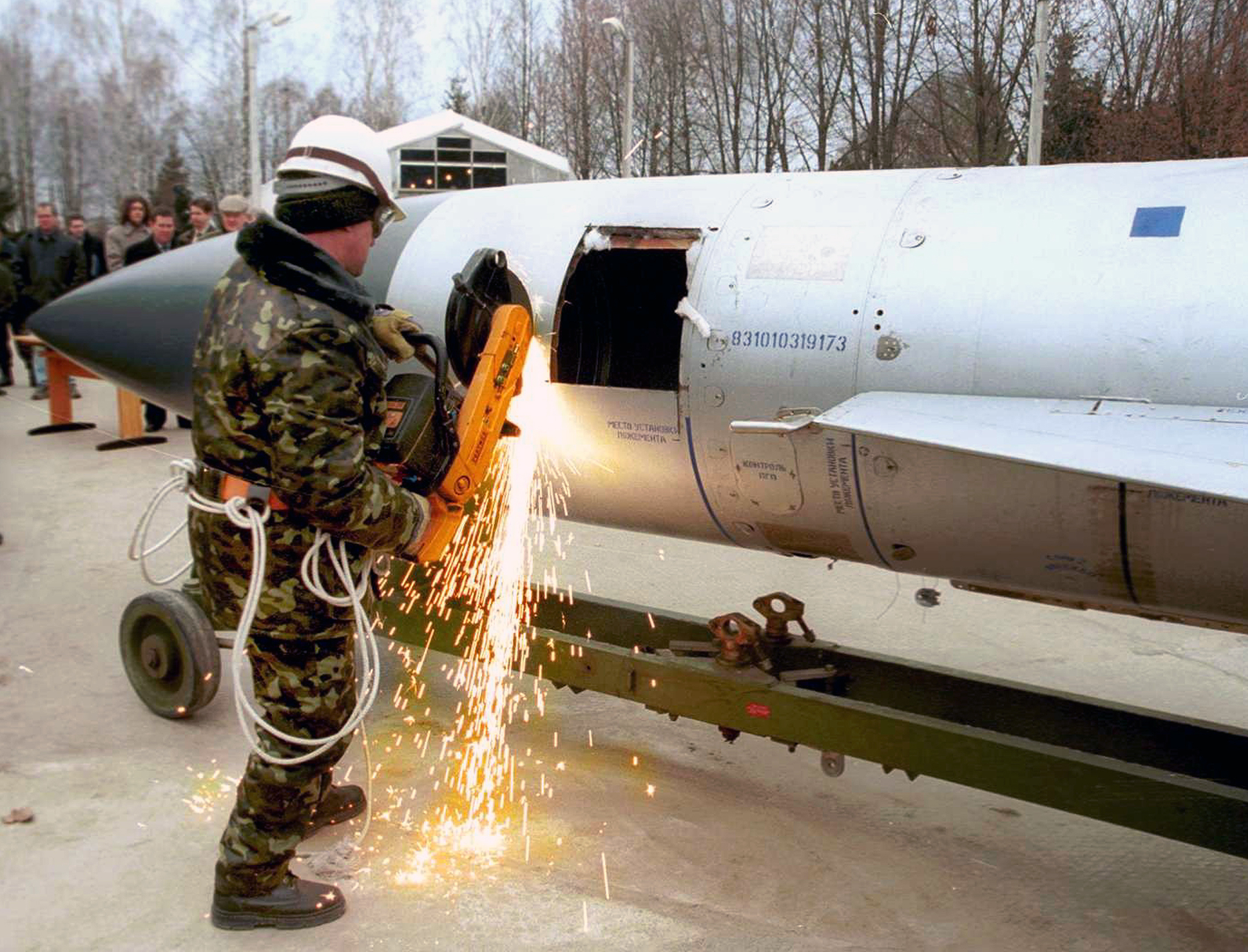
Разрезка первой Х-22 на авиабазе Озёрное, в рамках «Программы совместного снижения угрозы», Украина, 23 октября 2004

- Ирак — в 1983—1984 годах поставлено до 24 ракет[33]. После вторжения США в Ирак (2003 год) сняты с вооружения.
- СССР — перешли к государствам-преемникам:
  -  Россия
  -  Беларусь
  -  Казахстан
  -  Украина: находилось на вооружении 423 единицы[34]

## Критика
По состоянию на 2024 год гиперзвуковые ракеты воздушного базирования «Кинжал» и сверхзвуковые Х-22 и Х-32 являются дорогостоящими и малочисленными. Они требуют специализированных носителей, что делает их уязвимыми для наблюдения противником. Перемещение носителей ракет отслеживается в реальном времени с использованием космических и технических средств разведки. Высокая стоимость закупки и обслуживания носителей ракет негативно сказывается на потенциале системы.

## Список литературы
- Первов М. Отечественное ракетное оружие 1946—2000. — М.: АКС-Конверсалт, 1999. — С. 73—74. — 141 с.
- Широкорад А. Б. История авиационного вооружения. Краткий очерк / Под общей ред. А. Е. Тараса. — Минск: Харвест, 1999. — С. 324—329. — 560 с. — (Библиотека военной истории). — 11 000 экз. — ISBN 985-433-695-6.

### Русскоязычные
- Х-22 Буря. Уголок неба. Авиационная энциклопедия (2004). Дата обращения: 1 ноября 2009.
- Крылатая ракета Х-22 (комплекс К-22). Ракетная техника. Дата обращения: 1 ноября 2009. Архивировано 10 апреля 2012 года.
- Х-22 — крылатая ракета системы К-22. Настоящие сверхзвуковые!. Дата обращения: 1 ноября 2009.
- К-22 (AS-4 KITCHEN). Отечественная военная техника (после 1945 г.) (2009). Дата обращения: 3 ноября 2009. Архивировано 10 апреля 2012 года.
- Крылатая ракета Х-22Н «Буря» Д-2Н, AS-4 Kitchen. Интернет-портал общественной поддержки военной реформы в Российской Федерации. Дата обращения: 6 декабря 2009. Архивировано из оригинала 8 июня 2019 года.

### Иноязычные
- Raduga Kh-22 (AS-4 Kitchen) (англ.). Federation of American Scientists (2000). Дата обращения: 1 ноября 2009. Архивировано 10 апреля 2012 года.
- Precision Guided Munitions in the Region. Technical Report APA-TR-2007-0109 (англ.). Air Power Australia (2009). Дата обращения: 6 декабря 2009. Архивировано 10 апреля 2012 года.